# Johann Gustav Gottlieb Büsching
Johann Gustav Gottlieb Büsching (Berlino, 19 settembre 1783 – Breslavia, 4 maggio 1829) è stato un archivista e storico tedesco.

## Biografia
Nacque Berlino, figlio di Anton Friedrich Büsching, geografo ed educatore. Studiò presso le università di Erlangen e Halle, fu nominato archivista reale a Breslavia nel 1811 e nel 1817 professore associato di archeologia all'Università di Breslavia.

## Opere principali
- Sammlung Deutscher Volkslieder mit einem Anhange Flammländischer u. Französischer, nebst Melodien (1807).
- Deutsche Gedichte des Mittelalters (1808–25).
- Volks-Sagen, Märchen und Legenden. Carl Heinrich Reclam, Leipzig 1812.
- Der Deutschen Leben, Kunst und Wissen im Mittelalter (1818–19).